# RiAFP

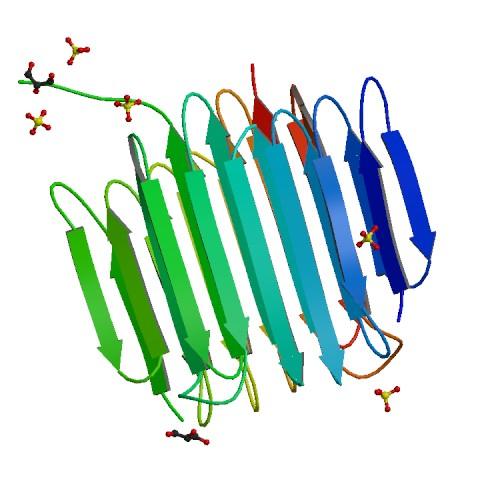
RiAFP(H4)

RiAFP ist eine Gruppe von Anti-Frost-Proteinen (AFP) aus dem Bockkäfer Rhagium inquisitor. RiAFP(H4) besitzen eine der regelmäßigsten Proteinstrukturen aller bisher untersuchten Proteine.

## Eigenschaften
Die sechs bisher beschriebenen RiAFP besitzen eine Masse von etwa 12,5 bis 12,8 Kilodalton, einen isoelektrischen Punkt oberhalb von acht und mehrere Wiederholungen der Aminosäuresequenz TxTxTxT in unregelmäßigen Abständen. RiAFP besitzen weiterhin keine Homologien zu bekannten Proteinen.
Die Anti-Frost-Proteine aus Käfern gehören zu denen mit der stärksten Wärmehysteresewirkung, bei Tenebrio molitor ist sie etwa hundertfach stärker als bei den Anti-Frost-Proteinen aus polaren Fischen und führt in einer Konzentration von 1 mg / ml zu einer Gefrierpunktserniedrigung von 5,5 °C.